# Любіхово
Любіхово (пол. Lubichowo, нім. Liebichau) — село в Польщі, у гміні Любіхово Староґардського повіту Поморського воєводства.
Населення — 2353 особи (2011).

## Демографія
Демографічна структура станом на 31 березня 2011 року:
|          | Загалом | Допрацездатний вік | Працездатний вік | Постпрацездатний вік |
| -------- | ------- | ------------------ | ---------------- | -------------------- |
| Чоловіки | 1166    | 311                | 766              | 89                   |
| Жінки    | 1187    | 276                | 721              | 190                  |
| Разом    | 2353    | 587                | 1487             | 279                  |